# Soba Wawi
Soba Wawi is een bestuurslaag in het regentschap West-Soemba van de provincie Oost-Nusa Tenggara, Indonesië. Soba Wawi telt 6516 inwoners (volkstelling 2010).